# Humlikon
Humlikon é uma comuna da Suíça, no Cantão Zurique, com cerca de 429 habitantes. Estende-se por uma área de 3,70 km², de densidade populacional de 116 hab/km². Confina com as seguintes comunas: Adlikon, Andelfingen, Dägerlen, Dorf, Henggart, Neftenbach.
A língua oficial nesta comuna é o Alemão.